# Kuschana-Schrift

Fundorte von Inschriften in der Kuschana-Schrift (rot) und potenzielle zukünftige Fundstätten (blau), die Mehrheit in der historischen Region Baktrien und aus der Zeit des Kuschana-Reiches.

Die Kuschana-Schrift (auch unbekannte baktrische Schrift, unbekannte Kuschana-Schrift oder Issyk-Kuschana-Schrift, bei einigen Autoren auch als sakische Schrift bezeichnet) ist eine selten überlieferte Schrift, die aus einem Grabhügel eines sakischen Fürsten aus dem 4./3. Jahrhundert v. Chr. bei Jessik (Name zum Zeitpunkt der Entdeckung 1969: Issyk) nahe Almaty in Südost-Kasachstan bekannt ist. Daneben wurden bisher an 14 weiteren Fundorten Inschriften gefunden, davon zwölf in der historischen Region Baktrien (heute Nord-Afghanistan und Nachbargebiete Tadschikistans und Usbekistans) von der Zeit des Griechisch-Baktrischen Reiches (3.–2. Jahrhundert v. Chr.) bis zur Zeit des Kuschanareiches (2.–3. Jahrhundert n. Chr., aus dieser Zeit stammen die meisten Fragmente), eine weitere südlich davon in Dascht-e Nawor und eine von Seefahrern verfasste Inschrift auf der Insel Sokotra.
Im Griechisch-Baktrischen Reich und im Kuschanareich war die Kuschana-Schrift nicht die einzige verwendete Schrift und Sprache. Sehr viel häufiger sind Inschriften in baktrischer Sprache oder griechischer Sprache, beides in griechischer Schrift, oder in mittelindischen Prakrit-Sprachen (besonders Gandhari) mit Kharoshthi-Schrift.
Inschriften der Kuschana-Schrift werden seit den 1950er Jahren wissenschaftlich dokumentiert, aber sie konnte lange Zeit nicht allgemein anerkannt entziffert werden. Zahlreiche Entzifferungsvorschläge wurden von Fachleuten als „mit Vorsicht zu behandeln“ und „zweifelhaft“ bezeichnet. Im Jahr 2022/23 gelang den Kölner Sprachwissenschaftlern Svenja Bonmann, Jakob Halfmann und Natalie Korobzow auf Basis einer 2022 von dem tadschikischen Archäologen Bobomullo Bobomulloev dokumentierten weiteren Bilingue in der Almosi-Schlucht nordwestlich von Duschanbe die Teilentzifferung von 60 % der Schriftzeichen (Stand August 2023).

## Issyk-Inschrift

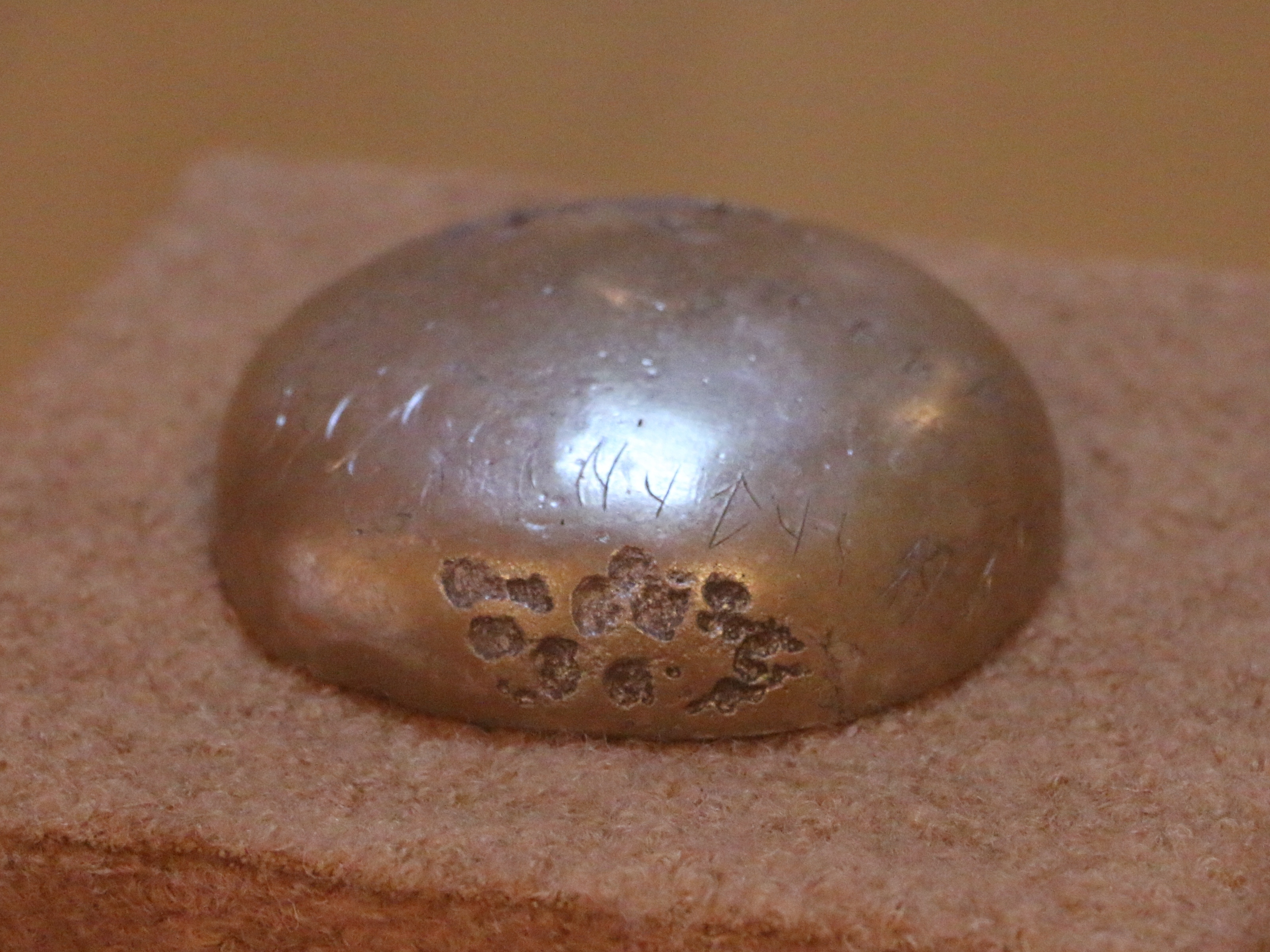
Silberschale von Issyk

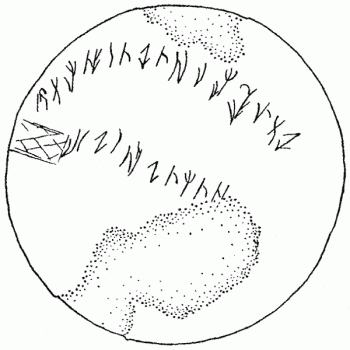
Schriftzeichen auf der Silberschale

Bei der Ausgrabung eines Grabhügels sakischer Nomaden aus dem 4./3. Jahrhundert v. Chr. bei Jessik (Issyk) nahe Almaty wurde 1969 neben Goldbeigaben auch eine Silberschale gefunden, auf deren Unterseite unbekannte Schriftzeichen eingeritzt waren, die sogenannte „Issyk-Inschrift“.
Seit ihrer Entdeckung bis heute stellten zumeist turksprachige Forscher immer wieder Ähnlichkeiten mit den allerdings 900–1000 Jahre jüngeren alttürkischen Orchon-Runen fest und versuchten sie als alttürkische Inschrift zu lesen, was in der sonstigen Fachwelt aufgrund des zeitlichen Abstands und der widersprüchlichen Ergebnisse der Entzifferungsversuche mehrheitlich auf Ablehnung stößt. Weil jeder dieser etwa zehn Versuche einen völlig anderen Inhalt in die Inschrift hineinlas, können sie nicht als erfolgreich gelten. Es gibt auch keine Hinweise in überlieferten Namen, dass Alttürkisch 900–1000 Jahre vor den Orchon-Runen in dieser Region gesprochen wurde, und der extreme zeitliche Abstand macht Zusammenhänge unwahrscheinlich, zumal die meisten von ihnen die Inschriften aus Baktrien in derselben Schrift außer Acht ließen, wo definitiv kein Alttürkisch nachweisbar ist. Noch 2019 schlug der Wissenschaftler Orçun Ünal aus Göttingen eine proto-mongolische Lesung der Issyk-Inschrift vor.
Einige Experten vermuten, die Ähnlichkeit mit den Orchon-Runen beruhe auf der gemeinsamen Herkunft von der reichsaramäischen Schrift, die in Mittelasien verbreitet war und mit der beide Schriften Ähnlichkeit besitzen. Die Tatsache, dass alle in Mittel- und Südasien entstandenen Schriftsysteme auf das Vorbild der reichsaramäischen Schrift zurückgehen und ihr anfangs noch ähnlich sahen, den Zeichen allerdings verschiedene Bedeutungen gaben, macht die Identifikation der Sprache und Entzifferung der Issyk-Inschrift kompliziert.

## Nicht entzifferte Inschriften in Baktrien

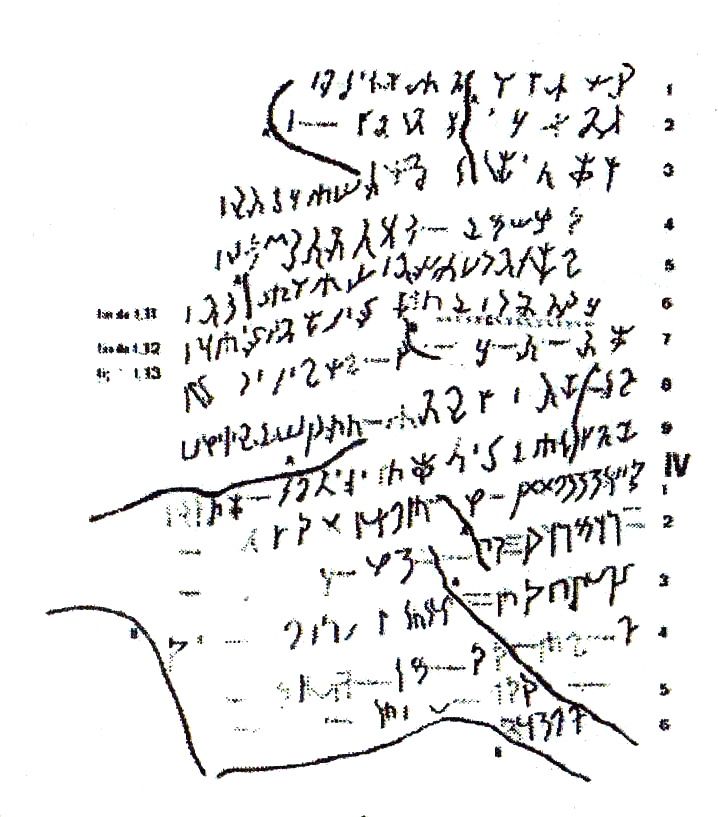
Inkorrekte Zeichnung des Inschriftenteils auf der (heute zerstörten) Trilingue von Dascht-e Nawor (Dascht-i Nawūr, Sistan, Afghanistan) in der Kuschana-Schrift

Der sowjetisch-russische Iranist Wladimir Liwschiz wies darauf hin, dass diese Schrift von Issyk Ähnlichkeit mit späteren, ebenfalls nicht entzifferten Inschriften aus dem Kuschanareich im 2.–3. Jahrhundert n. Chr. zumeist in der historischen Region Baktrien hat, deren Entdeckung in den 1950er Jahren begann. Darunter sind Inschriften in Surch Kotal, Ai Khanoum (eine Siedlung aus griechisch-baktrischer Zeit), eine Trilingue vom Fundplatz Dascht-e Nawor (in den Sprachen Baktrisch mit griechischer Schrift, indisches Prakrit in Kharoshthi-Schrift und in dieser unbekannten Sprache und Schrift; Dascht-e Nawor liegt neben Issyk und dem Fundort Sokotra außerhalb Baktriens, zwölf liegen in Baktrien), sowie einigen weiteren Inschriften. Liwschiz und sein georgisch-usbekischer Kollege Eduard Rtweladse schlugen vor, diese Schrift als „sakische Schrift“ zu bezeichnen, weil sie in der Zeit sakischer Nomaden erstmals auftaucht und offenbar später von den sakischen Nomadenverbänden, die sich den siegreichen Yuezhi anschlossen, weiterverwendet wurde, auch nachdem die Nachfolger der Yuezhi (einer der fünf Teilverbände oder Stammesverbände von ihnen, die Kuschana) das Kuschanareich gegründet hatten. Allerdings hat nur ein Teil der baktrischen Inschriften fast identische Buchstaben zur Issyk-Inschrift, andere zeigen leichte Abweichungen, weshalb der französische Iranist Gérard Fussman vorschlug, dass es sich um mehrere Schriftsysteme handeln könnte.
Von der Hypothese einer sakischen Schrift von Liwschiz und Rtweladse ausgehend, schlug der ungarische Linguist und Historiker János Harmatta, ein angesehener Experte der antiken Geschichte des eurasischen Steppenraums in skythisch-sakischer und hunnisch-awarischer Zeit, im Jahr 1999 eine Entzifferung der Inschriften von Issyk, Dascht-e Nawor und Ai Khanoum durch Analogien zur khotansakischen Sprache vor und durch Ähnlichkeiten der Buchstaben mit der Kharoshthi-Schrift. In der Fachwelt stieß aber auf Skepsis, dass die im 5.–3. Jahrhundert v. Chr. in der nordindischen Region Gandhara entstandene Kharoshthi-Schrift schon zur Entstehungszeit über 1000 km nördlich Einfluss gehabt haben soll und dass die kombinierte Laut-Silbenschrift (Abugida-Schrift) Kharoshthi von Harmatta als komplette Silbenschrift gelesen wurde, weshalb der Vorschlag „mit Vorsicht zu behandeln“ sei. Auch die Zuordnung als „sakische Schrift“ stieß auf Bedenken, weil sie nur auf der Silberschale von Issyk beruht, die aber vielleicht auch ein Beute- oder Importgut aus Baktrien gewesen sein könnte. Es existieren ein weiterer Entzifferungsvorschlag von dem deutschen Iranisten Helmut Humbach, der die Inschrift von Surkh-Kotal als mithraistische Inschrift lesen wollte, den er später selbst verwarf, und ein Entzifferungsvorschlag der Inschriften in Dascht-e Nawor und Rabātak von Nicholas Sims-Williams, den Fussman als „übermäßig spekulativ“ ablehnte.
Der Mehrheit der Fachwelt galt die aus Issyk und Baktrien bekannte Schriftform noch bis zur Kölner Teilentzifferung 2023 als „nicht entziffert“.

## Teilentzifferungen auf Basis der 2022 entdeckten Almosi-Inschrift
Im Jahr 2022 entdeckte der tadschikische Archäologe Bobomullo Bobomulloev eine zuvor unbekannte zweisprachige Inschrift in der Nähe der Almosi-Schlucht nordwestlich von Duschanbe, die Bobomulloev nach Hinweisen des Einheimischen Khaitali Sanginov wissenschaftlich und sorgfältig fotografisch dokumentierte und an verschiedene Fachexperten verschickte.
Bei einer Onlinekonferenz der Akademie der Wissenschaften der Republik Tadschikistan am 1. März 2023 gaben die Sprachwissenschaftler Svenja Bonmann, Jakob Halfmann und Natalie Korobzow der Universität zu Köln die Teilentzifferung der unbekannten Kuschana-Schrift in Zusammenarbeit mit Bobomulloev bekannt. Die Wissenschaftler stellten fest, dass zwei Sequenzen mit der Trilingue von Dascht-e Nawor (bzw. Dašt-i Nāwur) identisch waren. Aufgrund der Paralleltexte in Baktrisch schlagen sie vor, in diesen Sequenzen den Namen des Kuschana-Kaisers Vima Takto zu lesen, begleitet von dem Titel „König der Könige“ und mehreren Epitheta. Aus ihrer Teilentzifferung leiten die Forscher ab, dass es sich um eine mittelostiranische Sprache handle, die möglicherweise eine Mittelstellung zwischen der baktrischen Sprache der damals sesshaften Bevölkerung Baktriens und der khotansakischen Sprache der sesshaft gewordenen ehemaligen Nomaden des westlichen Tarimbeckens einnahm und entweder von einem Teil der sesshaften Bevölkerung oder von damaligen Nomaden (Yuezhi oder Saken) der Region gesprochen wurde.
Diese Sprache nannten die Forscher provisorisch eteo-tocharische Sprache, nach den in antiken Quellen, z. B. bei Strabon, erwähnten Tochari, einem der nomadischen, später angesiedelten Stammesverbände, die zu den Saken und Yuezhi gehörten. Die Sprache hat keinen Zusammenhang zu den damals im mittleren und östlichen Tarimbecken gesprochenen nichtiranischen, aber indogermanischen tocharischen Sprachen, die früher einmal fälschlich mit den Tochari identifiziert wurden. Das griechische Präfix eteo- bedeutet „echte/wirkliche“, der provisorische Name bedeutet also: wirkliche tocharische Sprache. Die Schrift selbst identifizierten sie als Abkömmling der reichsaramäischen Schrift. Die Forscher gaben an, bereits 60 % des Schriftsystems methodisch abgesichert zu haben und zu den übrigen 40 % starke Vermutungen zu haben.
Der Indologe Harry Falk legte parallel ebenfalls einen Entzifferungsversuch, basierend auf Lesungen des afghanischen Baktrisch-Experten Gholam Djelani Davary aus Paris vor. Die Sprache hinter der Schrift von Almosi und Dascht-e Nawor interpretiert er als reines Baktrisch, die Schrift sieht er als Abkömmling von der Kharoshthi-Schrift. Er veröffentlichte die Hypothese, die Schrift habe der Kuschana-Kaiser Vima Takto, den er wie Humbach als Vertreter des Mithraismus sieht, entworfen, um sich vom dominierenden Buddhismus, dessen Mönche die Kharoshti- und Brahmi-Schrift verwenden, und sich vom allgemeinen religiösen baktrischen Umfeld abzuheben und schreibe deshalb Baktrisch in dieser alternativen Schrift. Wie schon Fussmann wies er auch auf Uneinheitlichkeiten hin – womöglich wurde die Schrift selten geschrieben – und er trennt sie von der Jahrhunderte älteren und tausend km entfernten Schrift von Issyk, sowie der älteren Inschrift von Ai Khanoum aus griechisch-baktrischer Zeit, wie schon Orçun Ünal, provisorisch ab, die nicht zu dieser Hypothese passen.

## Veröffentlichungen
- Svenja Bonmann, Jakob Halfmann, Natalie Korobzow und Bobomullo Bobomulloev: A Partial Decipherment of the Unknown Kushan Script. In: Transactions of the Philological Society. Band 121, Nr. 2, 2023, S. 293–329, doi:10.1111/1467-968x.12269.
- Jakob Halfmann, Svenja Bonmann, Simon Fries und Natalie Korobzow: A New Reading of the Bactrian Part of the Dašt-i Nāwur Trilingual (DN I). In: Indo-Iranian Journal. 12. Dezember 2023, S. 293–329 (brill.com). (Kurzvorstellung als Power Point)
- Harry Falk: Wema Takhtu, the graveyard near Almosi, and the end of an “Unknown” script. In: Sōka Daigaku Kokusai Bukkyōgaku Kōtō Kenkyūjo nempō – Annual Report of The International Research Institute for Advanced Buddhology at Soka University. Band 26, 2023, S. 253–264 (academia.edu). Google Scholar